# Rivière du Mâle
Pour les articles homonymes, voir Mâle (homonymie).
La Rivière du Mâle est un affluent de la rive est de la rivière Trenche, coulant généralement vers le sud-ouest, dans le canton de Chabanel, dans la Réserve écologique J.-Clovis-Laflamme, dans le territoire non organisé de Lac-Ashuapmushuan, dans la municipalité régionale de comté (MRC) Le Domaine-du-Roy, dans la région administrative de Saguenay-Lac-Saint-Jean, au Québec, au Canada. Le cours de la rivière du Mâle fait partie du bassin versant de la rivière Saint-Maurice laquelle se déverse à Trois-Rivières, sur la rive nord du fleuve Saint-Laurent.
L’activité économique du bassin versant de la rivière du Mâle est la foresterie. Le cours de la rivière coule entièrement en zones forestières.

## Géographie
La rivière du Mâle prend sa source à l’embouchure du lac Pôle nord (longueur : 1,1 km ; altitude : 468 m) dans le canton de Chabanel. Ce lac de nature difforme comporte quatre grandes baies. La partie inférieure de la rivière du Mâle coule plus ou moins en parallèle du côté est du cours de la rivière Trenche et de la rivière à la Corne.
À partir de l’embouchure du lac du Pôle nord, la rivière du Mâle coule sur 21,1 km, selon les segments suivants :
- 1,4 km vers l’ouest dans le canton de Chabanel, en traversant un petit lac (longueur : 0,8 km ; altitude : 420 m) en fin de segment, jusqu’au barrage ;
- 0,9 km vers le sud, jusqu’à un second barrage ;
- 3,4 km vers le sud, jusqu’à la décharge du lac Omer-Bluteau (venant de l’est) ;
- 4,5 km vers le sud, puis vers l’ouest, en traversant en fin de segment une zone de marais où arrive la rivière du Mâle Nord (venant du nord), jusqu’à la rive nord du lac du Mâle ;
- 2,5 km vers l’ouest, puis vers le sud, en traversant le lac du Mâle (longueur : 2,8 km ; altitude : 324 m), jusqu’à son embouchure ;
- 8,4 km vers le sud, puis le sud-ouest, jusqu'à la confluence de la rivière[2].

La rivière du Mâle se déverse sur la rive est de la rivière Trenche dans le canton de Chabanel, presque à la limite du canton de Bécart. Cette confluence est située à :
- 30,3 km au nord-est du réservoir Blanc ;
- 78,8 km au nord du centre du village de La Tuque.

## Toponymie
Les toponymes rivière du Mâle, rivière du Mâle nord et lac du Mâle sont associés. En zone forestière du Nord-Est de l'Amérique, le terme mâle fait généralement référence à l'original mâle, réputé le roi des forêts ou au mâle dominateur d'autres espèces de cervidés.
Le toponyme rivière du Mâle a été officialisé le 5 décembre 1968 à la Commission de toponymie du Québec.